# هاري وون
هاري وون (هانغل: 하리원) هي ممثلة كورية جنوبية، ولدت في 22 يونيو 1985 في سول في كوريا الجنوبية.

## وصلات خارجية
- هاري وون على موقع IMDb (الإنجليزية)
- هاري وون على موقع ميوزك برينز (الإنجليزية)
- هاري وون على موقع قاعدة بيانات الفيلم (الإنجليزية)